# International Symposium on Symbolic and Algebraic Computation
International Symposium on Symbolic and Algebraic Computation (abrégée en ISSAC) est une conférence scientifique annuelle dans le domaine du calcul formel, organisée sous les auspices de l’Association for Computing Machinery et de son special interest group SIGSAM (en). Les actes sont publiés depuis 1989 par l'ACM. 

## Organisation et thèmes de la conférence
Les contributions proposées sont évaluées par les pairs, comme il est d'usage dans ces conférences; les communications acceptées sont publiés depuis 1989 par l'ACM. Des versions détaillées de certaines contributions paraissent dans des numéros spéciaux de journaux scientifiques, notamment dans le Journal of Symbolic Computation.
Tous les sujets concernant le calcul formel et le calcul symbolique sont des thèmes de la conférence. Ceux-ci comprennent notamment :
Aspects algorithmiques : 
- Algèbre linéaire, polynomiale et différentielle exacte et symbolique
- Méthodes symboliques-numériques, de homotopie, perturbation et de séries
- Théorie des nombres, des groupes, et géométrie algébrique computationnelles
- Arithmétique des ordinateurs
- Sommations, équations de récurrence, intégration, solutions d'équations différentielles  et d'équations aux dérivées partielles
- Méthodes symboliques dans d'autres domaines de mathématiques pures et appliquées
- Complexité d'algorithmes algébrique et complexité algébrique

Aspects logiciels :
- Conception de systèmes et de modules de calcul symbolique
- Conception de langages et de systèmes de types pour le calcul symbolique
- Représentation des données
- Considérations pour un matériel moderne
- Implémentation d'algorithmes et amélioration des performances
- Interfaces pour utilisateurs mathématiciens

Aspects applicatifs :
- Applications qui étendent les limites actuelles des algorithmes et systèmes de calcul formel ou qui utilisent le calcul formel dans de nouveaux domaines ou d'une manière originale, ou qu'il l’utilisent dans des circonstances qui ont un large impact.

Le Richard D. Jenks Memorial Prize pour l’ingénierie logicielle appliquée au calcul formel  est attribuée annuellement durant la conférence, depuis 2004.

## Historique de la conférence
La première conférence ISSAC a eu lieu à Rome du 4 au 8 juillet 1988. Elle prend la suite d'une série de conférences qui ont eu lieu entre 1966 et 1987 sous les noms SYMSAM, SYMSAC, EUROCAL, EUROSAM et EUROCAM.
Les conférences récentes ou à venir sont : 
- 42e ISSAC 2017, Kaiserslautern, Allemagne, 25-28 juillet 2017
- 41e  ISSAC 2016, Waterloo, Ontario, Canada, 20-22 juillet 2016
- 40e  ISSAC 2015, Bath, Royaume Uni, 6-9 juillet

## Impact
La conférence est la plus importante conférence internationale dans ce domaine, et elle est classée dans la catégorie A+ par Core.
À titre d’illustration, la conférence ISSAC 2016 comportait trois conférences invitées et 50 communications, choisies après examen par au moins trois membres du comité de programme. Les auteurs provenaient de 17 pays. Deux ateliers satellites ont porté sur les thèmes « Milestones in Computer Algebra » et « The Waterloo Workshop on Computer Algebra ».